# Unione Sportiva Sestri Levante 1919 2023-2024
Questa voce raccoglie le informazioni riguardanti l'Unione Sportiva Sestri Levante 1919 2023-2024 nelle competizioni ufficiali della stagione 2023-2024.

## Stagione
Dopo 74 anni, la stagione 2023-2024 vede la società iniziare il campionato di Serie C. Viene riconfermato lo staff tecnico capeggiato dal tecnico Barilari, aggiungendovi Rodrigue Boisfer come vice allenatore, Maurizio Rollandi come allenatore dei portieri e Lorenzo Vario come fisioterapista. I corsari vengono inseriti nel girone B di Serie C, insieme a squadre blasonate come S.P.A.L., Cesena e Pescara; in tal modo dopo più di dieci anni torna a disputarsi lo storico derby del Tigullio, tra il Sestri ed i biancocelesti della Virtus Entella. Confermando quasi in blocco la squadra vittoriosa in Serie D, i rossoblù, sebbene indicati tra le formazioni più deboli del girone (avendo il monte ingaggi più basso del raggruppamento e dovendo giocare le gare casalinghe in campo neutro - a Carrara e poi a Vercelli - per il ritardo nell'avvio della ristrutturazione dello stadio Sivori) e trascorrendo tutto il campionato nella parte bassa della classifica, riescono infine a ottenere la salvezza diretta con una giornata d'anticipo sulla fine della stagione regolare.

## Divise e sponsor
Lo sponsor tecnico è Adidas.

## Organigramma societario
Area tecnica
- Allenatore: Enrico Barilari
- Allenatore in seconda: Rodrigue Boisfer
- Collaboratore tecnico: Nicolò Galelli
- Preparatore atletico: Nicolò Galelli
- Preparatore dei portieri: Maurizio Rollandi, Alessandro Massa

## Rosa
Rosa aggiornata al 1º febbraio 2024.

### Rosa 2023-2024
| N. |                   | Ruolo | Calciatore         |
| -- | ----------------- | ----- | ------------------ |
| 1  | Italia (bandiera) | P     | Francesco Anacoura |
| 3  | Italia (bandiera) | D     | Cristiano Furno    |
| 4  | Italia (bandiera) | D     | Massimiliano Pane  |
| 5  | Italia (bandiera) | D     | Filippo Oliana     |
| 6  | Italia (bandiera) | C     | Luca Troiano       |
| 7  | Italia (bandiera) | A     | Riccardo Forte     |
| 8  | Italia (bandiera) | C     | Maiko Candiano     |
| 9  | Italia (bandiera) | A     | Riccardo D'Antoni  |
| 10 | Italia (bandiera) | C     | Simone Andreis     |
| 11 | Italia (bandiera) | A     | Giordano Conti     |
| 14 | Italia (bandiera) | D     | Davide Ghigliotti  |
| 17 | Italia (bandiera) | C     | Andrea Grilli      |
| 23 | Italia (bandiera) | C     | Antonio Gala       |
| 24 | Italia (bandiera) | D     | Edoardo Grosso     |

| N. |                   | Ruolo | Calciatore               |
| -- | ----------------- | ----- | ------------------------ |
| 25 | Italia (bandiera) | D     | Vasco Regini             |
| 27 | Italia (bandiera) | D     | Lorenzo Podda            |
| 44 | Italia (bandiera) | D     | Federico Masini          |
| 64 | Italia (bandiera) | P     | Francesco Sias           |
| 74 | Italia (bandiera) | P     | Matteo Raspa             |
| 77 | Italia (bandiera) | C     | Gabriele Parlanti        |
| 86 | Italia (bandiera) | C     | Silvano Raggio Garibaldi |
| 94 | Italia (bandiera) | A     | Luca Clemenza            |
|    | Italia (bandiera) | P     | Pietro Balducci          |
|    | Italia (bandiera) | D     | Emanuele Matteucci       |
|    | Italia (bandiera) | C     | Giammarco Schirru        |
|    | Italia (bandiera) | C     | Claudio Alexander Vaughn |
|    | Italia (bandiera) | A     | Francesco Margiotta      |
|    | Italia (bandiera) | A     | Bob Murphy Omoregbe      |
|    | Italia (bandiera) | A     | Daniel Fossati           |

## Risultati

### Serie C

#### Girone di andata
| 1ª giornata |  | – |  |  |

| 2ª giornata |  | – |  |  |

| 3ª giornata |  | – |  |  |

| 4ª giornata |  | – |  |  |

| 5ª giornata |  | – |  |  |

| 6ª giornata |  | – |  |  |

| 7ª giornata |  | – |  |  |

| 8ª giornata |  | – |  |  |

| 9ª giornata |  | – |  |  |

| 10ª giornata |  | – |  |  |

| 11ª giornata |  | – |  |  |

| 12ª giornata |  | – |  |  |

| 13ª giornata |  | – |  |  |

| 14ª giornata |  | – |  |  |

| 15ª giornata |  | – |  |  |

| 16ª giornata |  | – |  |  |

| 17ª giornata |  | – |  |  |

| 18ª giornata |  | – |  |  |

| 19ª giornata |  | – |  |  |

#### Girone di ritorno
| 20ª giornata |  | – |  |  |

| 21ª giornata |  | – |  |  |

| 22ª giornata |  | – |  |  |

| 23ª giornata |  | – |  |  |

| 24ª giornata |  | – |  |  |

| 25ª giornata |  | – |  |  |

| 26ª giornata |  | – |  |  |

| 27ª giornata |  | – |  |  |

| 28ª giornata |  | – |  |  |

| 29ª giornata |  | – |  |  |

| 30ª giornata |  | – |  |  |

| 31ª giornata |  | – |  |  |

| 32ª giornata |  | – |  |  |

| 33ª giornata |  | – |  |  |

| 34ª giornata |  | – |  |  |

| 35ª giornata |  | – |  |  |

| 36ª giornata |  | – |  |  |

| 37ª giornata |  | – |  |  |

| 38ª giornata |  | – |  |  |

### Coppa Italia Serie C

#### Turni eliminatori
| Arbitro: | Drigo (Portogruaro) |

|                       |           |  |
| Rabbi 13’ Rosafio 35’ | Marcatori |  |

## Statistiche

### Statistiche di squadra
Statistiche aggiornate al 24 settembre
| Competizione         | Punti       | In casa | In casa | In casa | In casa | In casa | In casa | In trasferta | In trasferta | In trasferta | In trasferta | In trasferta | In trasferta | Totale | Totale | Totale | Totale | Totale | Totale | D.R. |
| Competizione         | Punti       | G       | V       | N       | P       | Gf      | Gs      | G            | V            | N            | P            | Gf           | Gs           | G      | V      | N      | P      | Gf     | Gs     | D.R. |
| -------------------- | ----------- | ------- | ------- | ------- | ------- | ------- | ------- | ------------ | ------------ | ------------ | ------------ | ------------ | ------------ | ------ | ------ | ------ | ------ | ------ | ------ | ---- |
| Serie C              | 44          | 19      | 7       | 4       | 8       | 22      | 22      | 19           | 5            | 4            | 10           | 20           | 33           | 38     | 12     | 8      | 18     | 42     | 55     | -13  |
| Coppa Italia Serie C | Primo turno | 0       | 0       | 0       | 0       | 0       | 0       | 1            | 0            | 0            | 1            | 0            | 2            | 1      | 0      | 0      | 1      | 0      | 2      | -2   |
| Totale               | -           | 19      | 7       | 4       | 8       | 22      | 22      | 20           | 5            | 4            | 11           | 20           | 35           | 39     | 12     | 8      | 19     | 42     | 57     | -15  |

### Andamento in campionato
| Giornata  | 1  | 2  | 3  | 4  | 5  | 6  | 7  | 8  | 9  | 10 | 11 | 12 | 13 | 14 | 15 | 16 | 17 | 18 | 19 | 20 | 21 | 22 | 23 | 24 | 25 | 26 | 27 | 28 | 29 | 30 | 31 | 32 | 33 | 34 | 35 | 36 | 37 | 38 |
| --------- | -- | -- | -- | -- | -- | -- | -- | -- | -- | -- | -- | -- | -- | -- | -- | -- | -- | -- | -- | -- | -- | -- | -- | -- | -- | -- | -- | -- | -- | -- | -- | -- | -- | -- | -- | -- | -- | -- |
| Luogo     | T  | C  | T  | C  | C  | T  | C  | T  | C  | T  | C  | T  | C  | T  | C  | T  | C  | T  | C  | C  | T  | C  | T  | T  | C  | T  | C  | T  | C  | T  | C  | T  | C  | T  | C  | T  | C  | T  |
| Risultato | P  | P  | V  | P  | P  | P  | N  | N  | V  | P  | P  | N  | V  | P  | N  | P  | V  | N  | N  | P  | V  | N  | P  | V  | V  | P  | P  | P  | P  | V  | V  | N  | V  | V  | P  | P  | V  | P  |
| Posizione | 20 | 20 | 18 | 19 | 19 | 19 | 19 | 18 | 18 | 18 | 18 | 18 | 17 | 17 | 17 | 17 | 16 | 16 | 16 | 17 | 16 | 17 | 18 | 16 | 16 | 17 | 17 | 17 | 18 | 16 | 15 | 14 | 14 | 13 | 15 | 15 | 15 | 15 |

Legenda:

Luogo: C = Casa; T = Trasferta. Risultato: V = Vittoria; N = Pareggio; P = Sconfitta.